# Ngware
Ngware – wieś w Botswanie w dystrykcie Kweneng. Według spisu ludności z 2011 roku wieś liczyła 919 mieszkańców.